# Костшин-над-Одрою
Костшин-над-Одрою (до 2003 року Костшин, пол. Kostrzyn nad Odrą, нім. Küstrin) — місто в західній Польщі, на річці Одра.
Належить до Гожувського повіту Любуського воєводства.

## Демографія
Демографічна структура станом на 31 березня 2011 року:
|          | Загалом | Допрацездатний вік | Працездатний вік | Постпрацездатний вік |
| -------- | ------- | ------------------ | ---------------- | -------------------- |
| Чоловіки | 8889    | 1960               | 6147             | 782                  |
| Жінки    | 9181    | 1715               | 5587             | 1879                 |
| Разом    | 18070   | 3675               | 11734            | 2661                 |

## Фестиваль Pol’and’Rock Festival

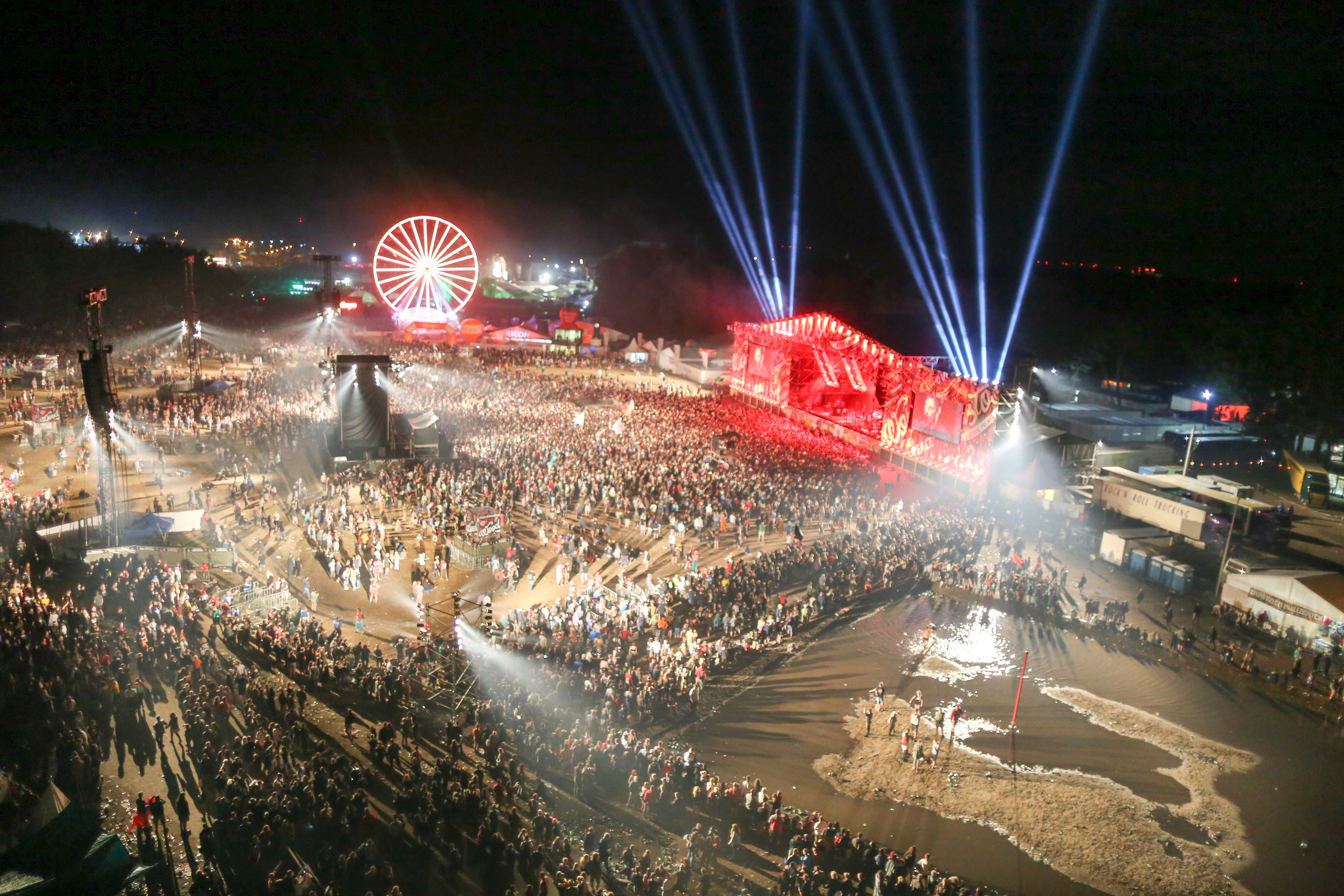
Фестиваль у 2017 році

Біля міста проходить один з найбільших музичних фестивалів Європи і світу — Pol’and’Rock Festival (в 1995–2017 називався Przystanek Woodstock). На фестивалі у 2014 році було 750 000 відвідувачів.